# Sertralin

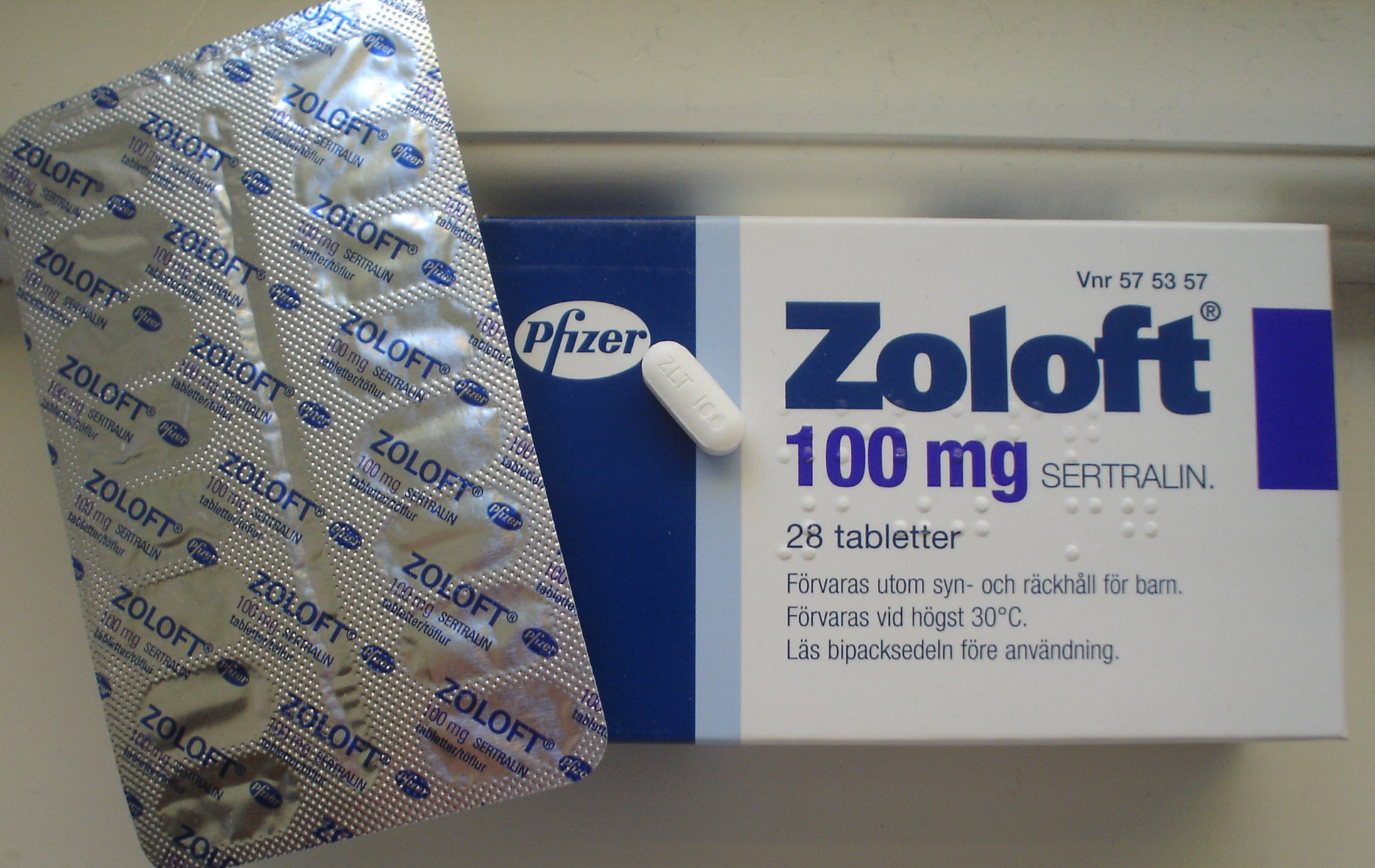
Zoloft sålt i Sverige.

Strukturformel.

Sertralin (sertralinhydroklorid) är en substans som tillhör läkemedelsgruppen selektiva serotoninåterupptagshämmare (SSRI). Dessa är antidepressiva läkemedel.
Sertralin marknadsförs bland annat under namnen Zoloft och Oralin och framställdes ursprungligen av läkemedelsföretaget Pfizer. Det systematiska namnet för ämnet är (1S)-cis-4-(3,4-diklorfenyl)-1,2,3,4-tetrahydro-N-metyl-1-naftalenamin. Kemiskt är det en tetralin.
Zoloft var i pengar räknat det i Sverige mest sålda läkemedlet under både 2003 och 2004, men efter att Pfizers patent på Zoloft upphörde hösten 2005 har andra läkemedelsföretag börjat tillverka likvärdiga generiska preparat; då endast under benämningen Sertralin eller Sertraline och tillverkarens namn.
Sertralin är tillsammans med fluoxetin ett av världens mest förskrivna psykotropa läkemedel och ett av de absolut vanligast förskrivna antidepressiva läkemedlen i och med att det tillhör den nyare generationen SSRI och generellt sett tolereras väl, det vill säga ej anses ha lika kraftiga biverkningar som annars ofta är associerade med en del andra serotoninåterupptagshämmare och SNRI/TCA, utan att ha sämre effekt mot depression och ångest.

## Tillförsel
Medicinen är receptbelagd.

## Användningsområden
Sertralin och generika används i kombination med psykologisk behandling (såsom terapi) och är godkända för att lindra, häva eller förebygga återfallsepisoder av:
- Egentlig depression med melankoli (från 18 år)
- Djupa eller långvariga depressioner utan melankoli
- Panikångest
- Ångestsjukdomar
- Social fobi
- Tvångssyndrom OCD (från 6 år)
- Posttraumatiskt stressyndrom (PTSD)
- PMDD (i bland annat USA)
- Bipolärt syndrom

Medicinen godkändes av U.S. Food and Drug Administration (FDA) år 1991.
Medicinen har även visat sig minska symptom vid tinnitus där depressiva symptom uppträder.
Som med alla antidepressiva medel inträder inte den depressionslösande effekten av sertralin omedelbart, utan det tar i regel mellan en och fyra veckor innan skillnad kan observeras (för OCD ofta upp till sex veckor). Den ångestdämpande effekten inträder i regel redan vid låga doser. Läkemedlet skall ej vara en monoterapi utan enbart vara ett komplement till psykologisk behandling, och kan inte heller användas symptomatiskt som ångestdämpande medel utan fungerar endast med förebyggande verkan vid olika ångestsyndrom. I de fall där ångesten är stark eller endast sporadiskt uppträdande bör separat läkemedel mot ångest förskrivas som komplement.

## Verkningsmekanism
Sertralin och andra läkemedel inom gruppen SSRI hämmar återupptaget av serotonin i nerverna.
Terapeutiska doser av sertralin (50–200 mg/dag) tagna av patienter i fyra veckor resulterade i 80–90 % hämning av SERT i striatum (mätt med positron emission tomography). En daglig dos på 9 mg var tillräcklig för att hämma 50 % av SERT. Sertralin är också en dopaminåterupptagshämmare med 1 % av sin SRI-styrka och en sigma-1-receptoragonist med 5 % av sin SRI-potens. Sertralin blockerar svagt α1-adrenoreceptors med 1–10 % av sin SRI-styrka.
Detta innebär att sertralin egentligen förutom ett SSRI även är en dopamin- och noradrenalinåterupptagshämmare.
Sertralin har en halveringstid i kroppen på upp till 90 timmar och är inte beroendeframkallande (men så kallade utsättningssymptom kan misstas för abstinens).

## Patienter under 18 år
Sertralin är till skillnad från ett annat SSRI–läkemedel, fluoxetin, ännu inte godkänt i Sverige för behandling av svår depression (till exempel melankoli) hos ungdom (dock godkänt för behandling av tvångssyndrom från 6 års ålder), men detta till trots används det ofta inom barn- och ungdomspsykiatrin på grund av preparatets förhållandevis små risker för biverkningar och påvisat god effekt.  (Fluoxetin är fortfarande förstahandsval och sertralin skall endast förskrivas där farmakologisk behandling är direkt nödvändig och ej vid måttliga depressioner som är möjliga att bota med psykoterapi.)
Användningen av sertralin vid djup depression hos barn och ungdom har starkt stöd i vetenskapliga studier. Som med alla antidepressiva läkemedel bör dock försiktighet beaktas vid förskrivning till individer under 18 år vid indikationen svår depression, och eventuella biverkningar måste balanseras mot det kliniska behovet. I de fall där sertralin förskrivits till person under 18 år skall behandling ske under regelbunden medicinsk utvärdering hos läkare eller psykiater för att öka säkerheten. Medicineringen måste alltid kombineras med någon form av psykoterapi, främst på grund av att man ännu inte kunnat fastställt de långsiktiga följderna av behandling på kognitiv utveckling hos individer under 18 år.

## Interaktioner
Samtidig behandling med MAO-hämmare eller pimozid är direkt olämplig. Likaså bör sumatriptan helst undvikas. 
Behandling med läkemedel av typen MAO-hämmare måste avslutas 7 dagar innan insättning av sertralin på grund av risken för serotonergt syndrom, ett potentiellt livsfarligt tillstånd. Vidare skall även en sertralin-fri period på 2 veckor hinna passera innan eventuellt byte från sertralin till MAO-hämmare av samma anledning. MAO-hämmare som moklobemid och selegilin används i sällsynta fall mot depression och i det senare fallet mot Parkinsons sjukdom.
Kombination av sertralin och andra SSRI såsom fluoxetin, paroxetin, citalopram, fluvoxamin eller andra antidepressiva medel (SNRI, TCA) rekommenderas ej generellt och kräver noggrann övervakning.
Sertralin har en svagt förstärkande effekt på diazepam och kan öka risken för mani och psykoser vid schizofreni. Därför bör farmakologisk behandling med sertralin hos schizofrena patienter kontrolleras ytterst noga av psykiater.
Medicinen skall även undvikas vid åkommor såsom levercirros (skrumplever).

## Biverkningar
Vanliga biverkningar är bland annat sömnlöshet, hypersomni, magbesvär (vid insättning) viss yrsel när man hastigt reser sig upp, nedsatt sexuellt intresse, mani, hudutslag och ansiktsödem. Vid insättning av läkemedlet kan även förvärrad depression och ångest inträda, något som vanligen är övergående och försvinner inom några veckor.
Till skillnad från de flesta antidepressiva läkemedel har sertralin inte kroppsviktsförändringar som allmän biverkning, då viktuppgång eller -nedgång är sällsynt.
Behandling med sertralin skall ej avslutas på eget bevåg utan läkarkontakt och aldrig tvärt, då biverkningar i form av utsättningssymptom är vanligt, särskilt vid en hastigt avbruten behandling. I stället bör dosen av läkemedlet gradvis trappas ned. Under hur lång tid nedtrappningen bör ske beror på faktorer som hur länge medicinen har tagits och hur hög dosen har varit. 
Sertralin har måttlig toxicitet (giftighet). Kliniska studier har visat att en dos på 400 mg kan utlösa serotonergt syndrom hos en 5-åring. Upp till 1 gram till vuxen gav lindriga till måttliga symptom, 1–3 gram gav måttlig intoxikation medan ett fall där 13,5 gram intagits gav måttlig till allvarlig intoxikation. Dödsfall har rapporterats i samband med överdosering av sertralin, huvudsakligen i kombination med andra läkemedel och/eller alkohol. Vid alla fall av överdosering bör sjukhus kontaktas omedelbart.

## Varunamn
Sertralin säljs även under varunamnen Zoloft, Asentra, Lustral, Serlift, Concorz, med flera.